# Franz Poche
Franz Poche est un naturaliste autrichien, né en 1879 et mort en 1945.

## Biographie
Travaillant à Vienne, il écrit des articles scientifiques sur de nombreux sujets : les reptiles et les amphibiens, les copépodes (1902 et 1906)... Il travaille aussi sur les cœlentérés et les champignons.
Il publie en 1937, une compilation des publications sur les papillons et un complément à l’Index Animalium de Charles Davies Sherborn (1861–1942) en 1939 (en allemand).
Il participe activement aux activités de la Commission internationale de zoologie.